# 吉娜·史密斯
吉娜·史密斯（英語：Gina Smith，1957年11月11日—），加拿大女子马术运动员。她曾代表加拿大参加1988年和1996年夏季奥林匹克运动会马术比赛，其中1988年奥运会获得一枚铜牌。